# 사라 나우스
사라 나우스(Sarah Knauss, 본명: Sarah DeRemer Knauss, 성씨 Clark, 1880년 9월 24일 ~ 1999년 12월 30일)는 미국의 슈퍼센티네리언이었다. 미국 출신의 최고령자이며, 1998년 4월 16일에 세계 최장수인이 되었다. 119세 나이(정확히는 119년 97일)까지 산 것으로 확인된 역대 세 번째로 나이가 많은 인물이다. 생년월일은 수많은 인구 조사와 기타 기록을 통해 독립적으로 확인되었다.

## 여담
- 3세기 직전에 사망해 당시나 지금이나 아쉬움 등을 받고 있다.
- 사라 크라우스, 사라 크나우스라고 적혀 있는 인터넷이 있는데 잘못된 이름이다.